# Златна риба (сазвежђе)
Златна риба (лат. Dorado) је једно од 88 модерних сазвежђа. Налази се на јужној хемисфери, и названо је по шпанском називу за златну рибу (Coryphaena hippurus). Дефинисао га је холандски астроном Петар Планције у 16. веку. Током 17. и 18. века је називано још и сабљарка (лат. Xiphias). Златна риба је представљена како јури летећу рибу.

## Звезде
Најсјајнија звезда овог сазвежђа је алфа Златне рибе — бинарни систем магнитуде 3,27 чија је примарна компонента плавичасто-бели џин специфичан по високом садржају силицијума.
Бета и гама Златне рибе су пулсирајуће променљиве звезде.
 Златне рибе је друга звезда по привидној величини диска, одмах након Сунца.
У Великом Магелановом облаку се налази  Златне рибе, променљива звезда највеће познате апсолутне магнитуде (до -10 када је најсјајнија).
HE 0437-5439 је релативно млада масивна звезда која креће брзо кроз Млечни пут и отићи ће у интергалактички простор. Сматра се да је настала у Великом Магелановом облаку из кога је убрзо након формирања избачена ка Млечном путу.

## Објекти дубоког неба
Велики Магеланов облак, ирегуларна патуљаста галаксија која је сателит Млечног пута, се налази на граници сазвежђа Златна риба и Трпеза. У Великом Магелановом облаку се звезде интензивно стварају, па има око 400 планетарних маглина, 700 отворених и 60 затворених звезданих јата. Маглина Тарантула (NGC 2070) је са магнитудом 8 изузетно сјајан незвездани објекат, и дуго је сматрана за звезду. Представља место најактивнијег стварања звезда у читавој локалној групи галаксија. Звездано јато NGC 2074 је пореклом из ове маглине.
У Златној риби се налази и спирална галаксија NGC 1566, као и отворено звездано јато NGC 1850